# Grupa Arraiolos
Grupa Arraiolos – nieformalne międzynarodowe zgrupowanie prezydentów i innych przedstawicieli części państw członkowskich Unii Europejskiej (tych, które wyrażą zainteresowanie wzięcia udziału w rozmowach). Spotkanie tychże przedstawicieli odbywa się raz do roku i ma na celu omówienie bieżącej sytuacji i przyszłości Unii Europejskiej w aspektach: wewnętrznym i sytuacji na arenie międzynarodowej w dobie globalizacji.
Nazwa pochodzi od małego portugalskiego miasta Arraiolos, gdzie miało miejsce pierwsze spotkanie w 2003. Jorge Sampaio, wówczas prezydent Portugalii, zaprosił prezydentów Finlandii, Niemiec oraz Węgier, Łotwy i Polski (członków UE w niedalekiej przyszłości) w celu omówienia konsekwencji rozszerzenia UE i planów na rok 2004 związanych z Konstytucją dla Europy.
Po spotkaniu w 2005 siedmiu prezydentów uczestniczących w konwencji napisało artykuł zatytułowany "Razem dla Europy" o swojej koncepcji integracji europejskiej. Został on opublikowany 15 lipca 2005 przez Diena, Frankfurter Allgemeine Zeitung, Gazetę Wyborczą, Público, Helsingin Sanomat, la Repubblica and Der Standard, gazety z poszczególnych krajów.

## Spotkania i uczestnicy
| #  | Data Miejsce                                  | Austria                  | Bułgaria              | Chorwacja                | Estonia              | Finlandia         | Niemcy                   | Węgry             | Włochy               | Łotwa                | Malta                      | Polska                 | Portugalia              | Słowenia          |
| -- | --------------------------------------------- | ------------------------ | --------------------- | ------------------------ | -------------------- | ----------------- | ------------------------ | ----------------- | -------------------- | -------------------- | -------------------------- | ---------------------- | ----------------------- | ----------------- |
| 1  | 17–19 października 2003 Arraiolos, Portugalia | nie brało udziału        | nie było członkiem UE | nie było członkiem UE    | nie brało udziału    | Tarja Halonen     | Johannes Rau             | Ferenc Mádl       | nie brało udziału    | Vaira Vīķe-Freiberga | nie brało udziału          | Aleksander Kwaśniewski | Jorge Sampaio           | nie brało udziału |
| 2  | 22–24 kwietnia 2005 Helsinki, Finlandia       | Heinz Fischer            | nie było członkiem UE | nie było członkiem UE    | nie brało udziału    | Tarja Halonen     | Horst Köhler             | nie brało udziału | nie brało udziału    | Vaira Vīķe-Freiberga | nie brało udziału          | nie brało udziału      | Jorge Sampaio           | nie brało udziału |
| 3  | 4–5 lutego 2006 Drezno, Niemcy                | Heinz Fischer            | nie było członkiem UE | nie było członkiem UE    | nie brało udziału    | Tarja Halonen     | Horst Köhler             | László Sólyom     | Carlo Azeglio Ciampi | Vaira Vīķe-Freiberga | nie brało udziału          | nie brało udziału      | Jorge Sampaio           | nie brało udziału |
| 4  | 10–11 kwietnia 2007 Ryga, Łotwa               | Heinz Fischer            | nie brało udziału     | nie było członkiem UE    | nie brało udziału    | Tarja Halonen     | Horst Köhler             | László Sólyom     | Giorgio Napolitano   | Vaira Vīķe-Freiberga | nie brało udziału          | Lech Kaczyński         | Aníbal Cavaco Silva     | nie brało udziału |
| 5  | 29–30 kwietnia 2008 Graz, Austria             | Heinz Fischer            | nie brało udziału     | nie było członkiem UE    | nie brało udziału    | Tarja Halonen     | Horst Köhler             | László Sólyom     | Giorgio Napolitano   | Valdis Zatlers       | nie brało udziału          | Lech Kaczyński         | Aníbal Cavaco Silva     | nie brało udziału |
| 6  | 12–13 czerwca 2009 Neapol, Włochy             | Heinz Fischer            | nie brało udziału     | nie było członkiem UE    | nie brało udziału    | nie brało udziału | Horst Köhler             | László Sólyom     | Giorgio Napolitano   | Valdis Zatlers       | nie brało udziału          | Lech Kaczyński         | Aníbal Cavaco Silva     | nie brało udziału |
| 7  | 8–9 kwietnia 2011 Budapeszt, Węgry            | Heinz Fischer            | nie brało udziału     | nie było członkiem UE    | nie brało udziału    | Tarja Halonen     | Christian Wulff          | Pál Schmitt       | Giorgio Napolitano   | Valdis Zatlers       | nie brało udziału          | Bronisław Komorowski   | Aníbal Cavaco Silva     | Danilo Türk       |
| 8  | 10–11 lutego 2012 Helsinki, Finlandia         | Heinz Fischer            | nie brało udziału     | nie było członkiem UE    | nie brało udziału    | Tarja Halonen     | Christian Wulff          | Pál Schmitt       | Giorgio Napolitano   | Andris Bērziņš       | nie brało udziału          | nie brało udziału      | Aníbal Cavaco Silva     | Danilo Türk       |
| 9  | 8–9 października 2013 Kraków, Polska          | nie brało udziału        | Rosen Plewneliew      | nie brało udziału        | Toomas Hendrik Ilves | Sauli Niinistö    | Joachim Gauck            | nie brało udziału | Giorgio Napolitano   | Andris Bērziņš       | nie brało udziału          | Bronisław Komorowski   | Aníbal Cavaco Silva     | Borut Pahor       |
| 10 | 29–30 września 2014 Braga, Portugalia         | Heinz Fischer            | Rosen Plewneliew      | nie brało udziału        | Toomas Hendrik Ilves | Sauli Niinistö    | Joachim Gauck            | János Áder        | nie brało udziału    | Andris Bērziņš       | nie brało udziału          | Bronisław Komorowski   | Aníbal Cavaco Silva     | nie brało udziału |
| 11 | 21–22 września 2015 Wartburg i Erfurt, Niemcy | Heinz Fischer            | Rosen Plewneliew      | nie brało udziału        | Toomas Hendrik Ilves | Sauli Niinistö    | Joachim Gauck            | nie brało udziału | Sergio Mattarella    | Raimonds Vējonis     | Marie Louise Coleiro Preca | Andrzej Duda           | Aníbal Cavaco Silva     | Borut Pahor       |
| 12 | 14–15 września 2016 Płowdiw i Sofia, Bułgaria | nie brało udziału        | Rosen Plewneliew      | nie brało udziału        | nie brało udziału    | Sauli Niinistö    | Joachim Gauck            | János Áder        | Sergio Mattarella    | Raimonds Vējonis     | Marie Louise Coleiro Preca | Andrzej Duda           | Marcelo Rebelo de Sousa | Borut Pahor       |
| 13 | 14–15 września 2017 Valletta, Malta           | Alexander Van der Bellen | Rumen Radew           | Kolinda Grabar-Kitarović | Kersti Kaljulaid     | nie brało udziału | Frank -Walter Steinmeier | János Áder        | Sergio Mattarella    | Raimonds Vējonis     | Marie Louise Coleiro Preca | Andrzej Duda           | Marcelo Rebelo de Sousa | Borut Pahor       |
| 14 | 13 września 2018 Łotwa                        | Alexander Van der Bellen | nie brało udziału     | Kolinda Grabar-Kitarović | Kersti Kaljulaid     | Sauli Niinistö    | Frank -Walter Steinmeier | János Áder        | Sergio Mattarella    | Raimonds Vējonis     | Marie Louise Coleiro Preca | Andrzej Duda           | Marcelo Rebelo de Sousa | Borut Pahor       |